# Maarten Smit (dirigent)

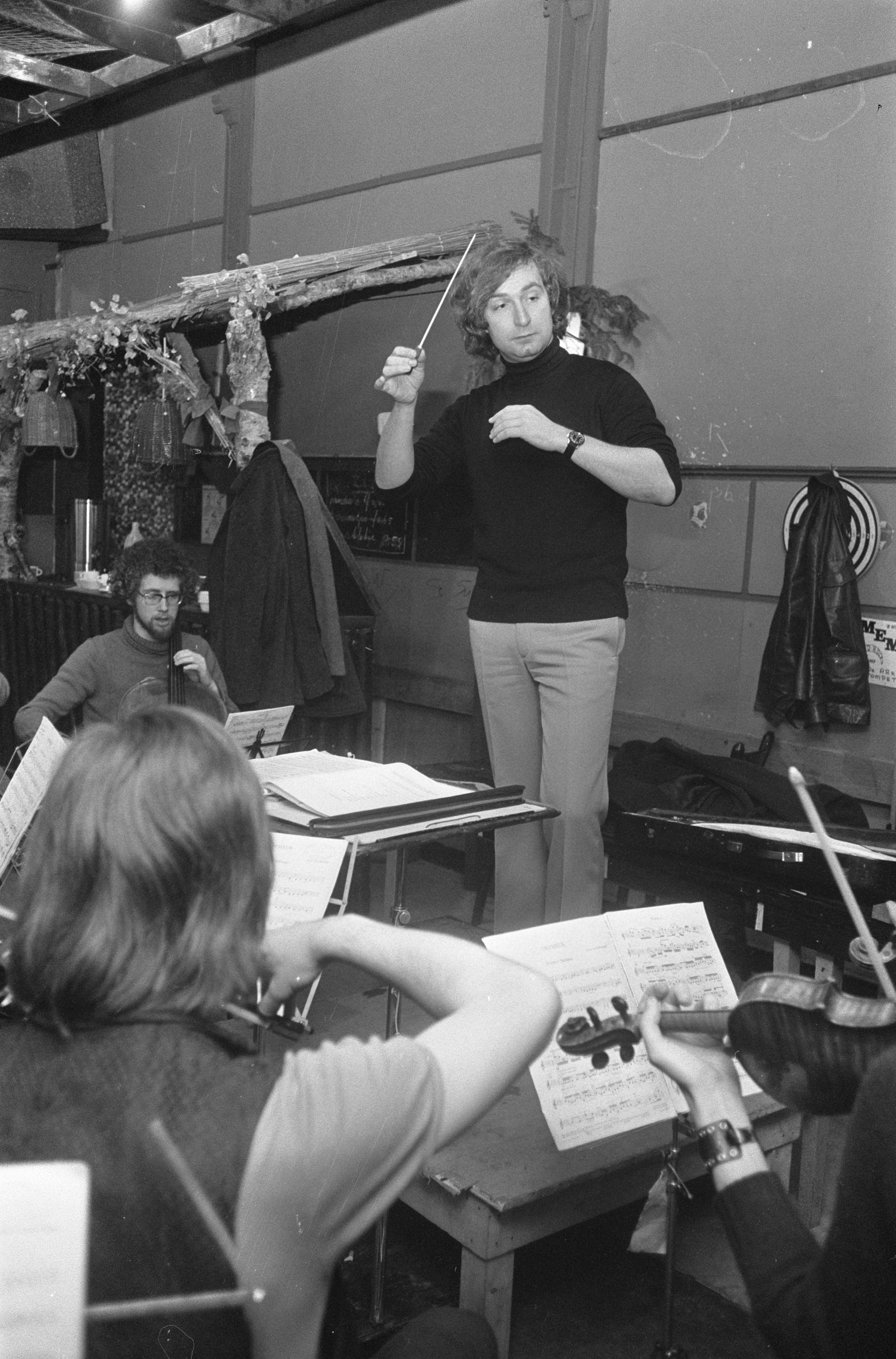
Maarten Smit in 1974

Maarten Smit (Zwijndrecht, 1944 - Rotterdam, 14 januari 1981) was een Nederlands dirigent.
Zijn vader Aart Smit was soloklarinettist van het Rotterdams Kamer Orkest van Piet Ketting en het Noordhollands Philharmonisch Orkest.
Hij kreeg een opleiding tot klarinettist, eerst van zijn vader en vervolgens aan het Rotterdams Conservatorium en Conservatorium van Amsterdam onder andere bij Bram de Wilde (soloklarinettist bij het Concertgebouworkest. Hij soleerde vanaf 1964 bij diverse orkesten zoals  Haarlems Jeugd Orkest en het Westers Symfonie Orkest, waar hij later gastdirigent werd. Hij kwam er rond 1970 achter dat dirigeren leuker was. Hij nam lessen bij Hans Vonk, Peter Erös en Herbert von Karajan, als ook in Italië, Verenigde Staten en Oostenrijk. Hij werd dirigent bij het Nederlands Balletorkest (1972-1974), het Nederlands Studenten Orkest (1973-1977). Hij vervulde diverse gastoptredens met bijvoorbeeld  het Noordhollands Philharmonisch Orkest en het Limburgs Symfonie Orkest. In 1974 dong hij nog mee naar de functie van vaste dirigent van het Frysk Orkest; het werd na ampele overweging Gerhard Fackler.
Hij overleed op 36-jarige leeftijd. Hij werd gecremeerd op Algemene Begraafplaats Hofwijk.